# Anne Buydens
Anne Buydens (Hannover, 23 april 1919 – Los Angeles, 29 april 2021) was een Belgisch-Amerikaanse actrice.

## Levensloop en carrière
Buydens werd in 1919 geboren als Hannelore Marx in Hannover. Op jonge leeftijd verhuisde ze naar België en nam ook de Belgische nationaliteit aan. Buydens deed een grote talenkennis op en werkte als vertaalster van ondertitels bij films. 
Ze huwde met Albert Buydens, de broer van een Belgische consul in Monaco. Ze nam zijn achternaam over. In 1951 werd ze door Kirk Douglas gevraagd om zijn assistente te worden. Ze huwde in 1954 met Douglas. Ze kregen twee kinderen, Peter in 1955 en Eric in 1958. In 1959 verkreeg ze de Amerikaanse nationaliteit. 
Sinds 1955 werkte Buydens als producente in het productiehuis dat door Douglas werd opgericht: Bryna Productions. Ze speelde tussen 1958 en 2013 ook mee in verschillende televisieseries en films als actrice. 
In 2020 overleed Douglas op 103-jarige leeftijd, na een huwelijk van 66 jaar met Buydens. Op dat moment was Buydens ook al de honderd gepasseerd.
Buydens overleed in april 2021 op 102-jarige leeftijd.